# Unterolberndorf
Unterolberndorf ist ein Ort in der gleichnamigen Katastralgemeinde der Gemeinde Kreuttal im Weinviertel in Niederösterreich.

## Geschichte
Laut Adressbuch von Österreich waren im Jahr 1938 in der Ortsgemeinde Unterolberndorf ein Arzt, zwei Bäcker, ein Brunnenbauer, zwei Fleischer, ein Friseur, zwei Fuhrwerker, zwei Gastwirte, drei Gemischtwarenhändler, ein Glaser, eine Hebamme, ein Marktfahrer, ein Maurermeister, eine Milchgenossenschaft, ein Schlosser, ein Schmied, ein Schneider, vier Schuster, ein Tischler und mehrere Landwirte ansässig.
In den letzten Tagen des Zweiten Weltkriegs wurde Unterolberndorf Schauplatz kurzer Kampfhandlungen zwischen Truppen der Wehrmacht und der Roten Armee, bei denen acht Gebäude durch Brand zerstört und drei Brücken gesprengt wurden. Eine Zivilistin wurde durch Granatsplitter tödlich verletzt.

### Nachkriegszeit
Im Juni 1985 traf die Führung des ugandischen National Resistance Movement (NRM) – der Kontakt zur NRM kam vom früheren Innen- und dann Außenminister Erwin Lanc und der ORF-Journalistin Dolores Bauer – in diesem kleinen, abgelegenen Ort im Dorfwirtshaus „Zum grünen Jäger“ zu einer konspirativen Sitzung zusammen. Kernzeit, zu der alle anwesend waren, war vom 15. bis 18. Juni 1985. Dort planten sie den Sturz des damals amtierenden Präsidenten Milton Obote (letztlich Ende Juni von Armeechef Tito Okello gestürzt) und beschlossen das „Unterolberndorfer Manifest“ (engl. „Unterolberndorf Manifesto“), ein 10-Punkte-Programm, auf welchem die nach langwierigem Prozess am 8. Oktober 1995 in Kraft getretene Verfassung beruht. Einer der Teilnehmer, Yoweri Kaguta Museveni, wurde Ende Jänner 1986 zum Staatschef vereidigt. Im Zuge eines Staatsbesuches kam Museveni am 28. Mai 1994 wieder in das Gasthaus, und 2010 wurde ein Denkmal auf dem Dorfhauptplatz enthüllt. Eine weitere Teilnehmerin an dem Treffen damals war Charlotte Teuber.

## Öffentliche Einrichtungen
In Unterolberndorf befindet sich ein Kindergarten und eine Volksschule.
Im Ort befand sich bis 2008 das Herz-Jesu-Kinderheim der Kongregation der Schwestern von der heiligen Hedwig.

## Kultur und Sehenswürdigkeiten
- Gasthof „Zum grünen Jäger“
- Pfarrkirche Unterolberndorf
- Kreuttaler Aussichtsturm, 1985 auf dem Glockenberg errichtete 21 Meter hohe Aussichtswarte[10]
- Gösslmühle